# Salsola chiwensis
Salsola chiwensis är en amarantväxtart som beskrevs av Mikhail Grigoríevič Popov. Salsola chiwensis ingår i släktet sodaörter, och familjen amarantväxter. Inga underarter finns listade i Catalogue of Life.